# Alina Kenzel
Alina Kenzel (née le 10 août 1997 à Constance) est une athlète allemande, spécialiste du lancer du poids.

## Biographie
En 2016, elle remporte la médaille d'or du lancer du poids lors des championnats du monde juniors, à Bydgoszcz, en portant son record personnel à 17,58 m.

## Palmarès
| Date | Compétition                          | Lieu           | Résultat | Marque  |
| ---- | ------------------------------------ | -------------- | -------- | ------- |
| 2016 | Championnats du monde juniors        | Bydgoszcz      | 1re      | 17,58 m |
| 2017 | Coupe d'Europe hivernale des lancers | Grande Canarie | 7e       | 17,00 m |
| 2017 | Championnats d'Europe espoirs        | Bydgoszcz      | 3e       | 17,46 m |
| 2018 | Championnats d'Europe                | Berlin         | 9e       | 17,26 m |
| 2019 | Championnats d'Europe en salle       | Glasgow        | 8e       | 17,55 m |
| 2019 | Championnats d'Europe espoirs        | Gävle          | 1re      | 17,94 m |
| 2019 | Championnats du monde                | Doha           | 1re      | 17,46 m |
| 2024 | Championnats du monde en salle       | Glasgow        | 11e      | 17,80 m |
| 2024 | Jeux olympiques                      | Paris          | 9e       | 18,29 m |
| 2025 | Championnats d'Europe en salle       | Apeldoorn      | 6e       | 18,89 m |

## Records
| Épreuve         | Épreuve   | Marque  | Lieu      | Date         |
| --------------- | --------- | ------- | --------- | ------------ |
| Lancer du poids | Plein air | 18,69 m | Bottnaryd | 10 juin 2021 |
| Lancer du poids | En salle  | 18,89 m | Apeldoorn | 9 mars 2025  |